# دفنة بديعة
دفنة بديعة (الاسم العلمي:Daphne x splendida) هي نوع هجين غير مؤكد من النباتات يتبع جنس الدفنة من الفصيلة المثنانية.